# Åsa-Nisse på Mallorca
Åsa-Nisse på Mallorca är en svensk komedifilm från 1962 i regi av Börje Larsson. I huvudrollerna ses John Elfström och Artur Rolén.
Filmen hade premiär den 31 augusti 1962 på biograf Saga i Vetlanda. Stockholmspremiär den 10 november samma år på biograf Anglais vid Stureplan.

## Handling[3]
Åsa-Nisse köper en gammal skattkarta för 25,50 av Sjökvisten som han ropat in på auktion. Skatten skall finnas på Mallorca dit Nesse så småningom reser. Nisses och Klabbis spanska är inte den bästa...

## Om filmen
Filmen har visats i SVT, TV3, TV4 och Kanal 5.

## Rollista[4]
- John Elfström – Åsa-Nisse
- Artur Rolén – Klabbarparn
- Brita Öberg – Eulalia
- Mona Geijer-Falkner – Kristin
- Gustaf Lövås – Sjökvist
- Gunnar "Knas" Lindkvist – Torsten Hagelby, manager
- Håkan Westergren – disponent
- Lissi Alandh – Ulla Vaktell
- Tage Severin – Christer Sand, sångidol
- Anne Nord – Monica Andersson
- Georg Funkquist – Fredrik Vaktell, Ullas man, diplomat
- Jules Sylvain – Jules Sylvain
- Olle Björklund – nyhetsuppläsare i TV
- Ullacarin Rydén – fröken Johansson
- Morgan Andersson – Anders, hennes fästman, inbrottstjuv
- Hans Wallbom – busschaufför
- Stellan Agerlo – disponentens jaktsällskap
- Sture Ström – resebyråtjänsteman
- Sten Gester – skivbolagsdirektör
- Stig Johanson – Knohultarn
- Birger Lensander – polis
- Karin Miller – TV-hallåa

## Musik i filmen[5]
- Kär, kär, kär, kompositör Jules Sylvain, text Gösta Rybrant, sång Tage Severin
- Lad os flyve til en stjerne (Låt oss flyga till en stjärna), kompositör Sven Gyldmark, dansk text Børge Müller svensk text Franson, sång Tage Severin
- Om jag fick önska (Om jag fick önska trenne ting), kompositör Jules Sylvain, text Gösta Rybrant, sång Jules Sylvain och Tage Severin

## DVD
Filmen gavs ut på DVD 2005 tillsammans med Åsa-Nisse bland grevar och baroner.